# Bollmannia longipinnis
Bollmannia longipinnis és una espècie de peix de la família dels gòbids i de l'ordre dels cipriniformes que es troba al Pacífic oriental central.